# Йоан Комнин Ватаци
Йоан Комнин Ватаци (на гръцки: Ἰωάννης Κομνηνὸς Βατάτζης), срещан в изворите и само като Йоан Комнин или Йоан Ватаци, е изтъкнат военен и политически деец във Византийската империя по времето на императорите Мануил I Комнин и Алексий II Комнин. Роден е около 1132 г. и умира от естествена смърт по време на бунт, който повежда срещу Андроник I Комнин през 1182 г.

## Произход и семейство
Йоан Комнин Ватаци е син на севастоипертата Теодор Ватаци и багренородната Евдокия Комнина, дъщеря на император Йоан II Комнин и неговата съпруга Ирина. Теодор Ватаци бил един от „новите хора“, издигнати до високо положение от Йоан II; фамилията на Ватаците дотогава не се числяла към най-високите нива на византийската аристокрация, въпреки че отдавна се била утвърдила в района около град Адрианопол в Тракия.
Родителите на Йоан се женят през 1131 г., а той е роден скоро след това, вероятно ок. 1132.  Йоан Ватаци имал брат на име Андроник, който също бил виден пълководец – той повел армия срещу град Амасея през 1176 г. и бил убит от селджукските турци, които показвали отсечената му глава по време на битката при Мириокефалон малко след това. Известен е още един брат на име Алексий. Съпругата на Йоан Ватаци била Мария Дукина, от която той имал двама сина, Алексий и Мануил. Последният е кръстен на вуйчото на Йоан, император Мануил I, към когото Йоан бил много отдаден – до степен да толерира любовната афера между императора и собствената си сестра Теодора.

## Военна кариера по време на управлението на Мануил I
Йоан Комнин Ватаци се появява в източниците като висш командир през 1170 г.; със сигурност той е заемал по-ниски военни длъжности, преди да бъде назначен за висок пост, но не са запазени никакви сведения за кариерата му дотогава. Той несъмнено бил преминал военно обучение при баща си Теодор, също виден пълководец, който предприел обсадата на Земун на унгарската граница през 1151 г. и превзел град Тарс в Киликия през 1158 г.
През 1176 г. император Мануил I Комнин се опитва да унищожи Иконийския султанат но претърпява поражение при Мириокефалон. След примирието, което позволява на византийската армия да се оттегли от територията на султаната, Мануил не успява да изпълни всички условия, поставени от селджукския султан Кълъдж Арслан II, особено това за унищожаването на пограничните византийски крепости – крепостта Сувлей, например, била разрушена, но по-важното укрепление Дорилей останало. Султанът реагира на това, като изпраща значителна селджукска армия, наброяваща около 24 000 души, за да опустоши византийската територия в долината на Меандър в Западна Анатолия. Тогава на Йоан Комнин Ватаци императорът поверява командването на византийската армия, изпратена от Константинопол с инструкции да отблъсне селджукските нападатели. За помощници на Ватаци били назначени Константин Дука и Михаил Аспиет, а армията му била подсилена чрез набиране на нови попълнения от провинциите, през които се придвижвала.
Ватаци пресреща селджукската армия, докато последната се оттегля към турската територия, натоварена с плячка от разграбените византийски градове. Той разположил армията си така, че да създаде класическа засада, която била устроена, когато турците пресичали река Меандър, близо до селищата Йелион и Лимохир. Селджукската армия се оказала почти безпомощна да се защити и била напълно унищожена: византийският историк Никита Хониат съобщава, че само няколко от многото хиляди успели да избягат. Командирът на селджуките, който носел титлата „Атабег“, също бил убит, докато се опитвал да се измъкне от капана. Битката е значителна победа за византийците и показва колко ограничени са били непосредствените последствия от византийското поражение при Мириокефалон върху властта им в анатолийските провинции. Византийската победа била последвана от наказателни експедиции срещу турците номади, заселени около горната част на долината на река Меандър.

### Въстание срещу Андроник I Комнин
Когато Ватаци се споменава отново в източниците през 1182 г., той вече заема много висока длъжност: едновременно е велик доместик, т.е. главнокомандващ на византийската армия, и управител (стратег) на важната тема Тракия. Град Адрианопол е седалище на провинциалното управление на Тракия и център на поземлените владения на фамилията Ватаци, а Йоан е засвидетелстван като строител и дарител на местни приюти за бедни и болници.
След смъртта на император Мануил I през 1180 г. наследството на престола преминава към неговия син Алексий II Комнин. Тъй като Алексий II бил още дете, властта е предадена на майка му, императрица Мария Антиохийска. Нейното управление се оказва непопулярно, особено сред аристокрацията, която негодува срещу нейния латински (западен) произход. Когато братовчедът на Мануил I Андроник Комнин (Андроник I) организира завземането на властта в началото на 1182 г., той пише на Йоан Ватаци в опит да си осигури неговото подчинение. Ватаци обаче изобличава Андроник като тиранин и му отговорил с обидни думи. Обаче братовчедът на Ватаци Андроник Контостефан, командващ византийскта флота, е подмамен и изиграва ключова роля за допускането на Андроник и войските му в Константинопол. Веднъж поел властта, Андроник Комнин дава израз на тираничнаата си природа и неистово желание да сломи властта и влиянието на византийските аристократични семейства.
По това време Ватаци, който се намирал близо до Филаделфия в Западна Анатолия, вероятно е бил освободен от служба. Като член на императорското семейство и уважаван, и успешен генерал, той не среща никакви затруднения да събере значителна армия, когато открито се противопоставя на новия режим в столицата.
Андроник I изпраща срещу Ватци голяма войска начело с генерала Андроник Лапарда (или Лапард). Ватаци, който междувременно се разболял сериозно, посрещнал с войските си армията на Лапарда близо до Филаделфия. Първоначално Йоан инструктирал синовете си Мануил и Алексий как да подредят войската срещу Лапарда, след което се разположил на един хълм, откъдето можел да наблюдава битката от носилка. Силите на Ватаци победили, а разбитите войски на Лапарда били обърнати в бягство и преследвани на известно разстояние. Няколко дни по-късно обаче, на 16 май 1182 г., Ватаци умира. Без неговото ръководство бунтът бързо бил прекратен, а синовете му бягат, търсейки закрилата на селджукския султан. Когато се опитали да стигнат до Сицилия по море, те претърпели корабокрушение на брега на остров Крит и попаднали в плен, а след това били ослепени по заповед на Андроник I. Андроник смятал смъртта на Ватаци за божествено провидение и това го насърчило да се обяви за съимператор заедно с Алексий II.
Йоан Комнин Ватаци е една от малкото личности, чийто характер е описан с неприкрито възхищение в трудовете на византийския историк Никита Хониат.

## Цитирана литература

### Първични извори
- O City of Byzantium, Annals of Niketas Choniatēs. Translated by Harry J. Magoulias.l. Detroit: Wayne State University Press, 1984
- Brand, Charles M. (ed) (1976). Deeds of John and Manuel Comnenus, by John Kinnamos. New York: Columbia University Press, ISBN 0-231-04080-6

### Вторични извори
- Angold, Michael (1984). The Byzantine Empire 1025–1204, a political history. Longman
- Birkenmeier, John W. (2002). The Development of the Komnenian Army: 1081 – 1180. Brill, ISBN 90-04-11710-5, http://books.google.com/books?id=p8OOoGWRC2EC
- ((en)) Magdalino, Paul (2002) [1993]. The Empire of Manuel I Komnenos, 1143 – 1180. Cambridge, United Kingdom: Cambridge University Press, ISBN 0-521-52653-1, http://books.google.com/books?id=0cWZvqp7q18C
- ((el)) Varzos, Konstantinos (1984). Η Γενεαλογία των Κομνηνών, B. Thessaloniki: Centre for Byzantine Studies, University of Thessaloniki, OCLC 834784665, архив на оригинала от 11 април 2019, https://web.archive.org/web/20190401112859/https://www.kbe.auth.gr/sites/default/files/bkm20b.pdf

|  | Тази страница частично или изцяло представлява превод на страницата John Komnenos Vatatzes в Уикипедия на английски. Оригиналният текст, както и този превод, са защитени от Лиценза „Криейтив Комънс – Признание – Споделяне на споделеното“, а за съдържание, създадено преди юни 2009 година – от Лиценза за свободна документация на ГНУ. Прегледайте историята на редакциите на оригиналната страница, както и на преводната страница, за да видите списъка на съавторите. ВАЖНО: Този шаблон се отнася единствено до авторските права върху съдържанието на статията. Добавянето му не отменя изискването да се посочват конкретни източници на твърденията, които да бъдат благонадеждни. |